# España en el Campeonato Mundial de Atletismo de 2003
La selección española de atletismo acudió a los Campeonatos del Mundo de Atletismo de 2003, celebrados en París entre el 23 y el 31 de agosto de 2003, con un total de 49 atletas (26 hombres  y 23 mujeres).

## Medallas
Se lograron un total de 5 medallas: tres de plata, obtenidas por Julio Rey en el Maratón; por  Paquillo Fernández en los 20 kilómetros marcha y por Marta Domínguez en los 5000 metros lisos; y dos de bronce, de la mano de Eliseo Martín, en los 3000 metros obstáculos y de Yago Lamela en el Salto de longitud. Por el número de medallas obtenidas, España ocupó el 25.º puesto en el medallero.

## Finalistas
Además se obtuvieron otros 8 puestos de finalista  gracias a las actuaciones de Reyes Estévez, 6.º en los 1500 metros lisos; de Luis Miguel Martín Berlanas y de José Luis Blanco, 6.º y 8.º los 3000 metros obstáculos; de Mario Pestano, 8.º en el Lanzamiento de disco; del equipo masculino de 4 x 400 metros lisos, 5.º en la prueba; de David Márquez Laguna, 7.º en los 20 kilómetros marcha; de Jesús Ángel García Bragado, 6.º en los 50 kilómetros marcha; y de Glory Alozie, 4.º en los 110 metros vallas.

## Participación
El detalle de la actuación española en la segunda edición de los campeonatos del mundo de atletismo se recoge en la siguiente tabla:
| Atletas                          | Pruebas                 | Actuación                                                                                              |
| -------------------------------- | ----------------------- | --- |
| David Canal                      | 400 metros lisos        | Semifinalista: 3.º en su eliminatoria (45.86) y 8.º en su semifinal (45.63)                            |
| David Canal                      | 4 x 400 metros lisos    | Finalista: 2.º en su eliminatoria (3:02.26) y 5.º en la final (3:02.50)                                |
| Antonio Manuel Reina Ballesteros | 800 metros lisos        | Semifinalista: 3.º en su eliminatoria (1:46.45) y 3.º en su semifinal (1:46.72)                        |
| Antonio Manuel Reina Ballesteros | 4 x 400 metros lisos    | Finalista: 2.º en su eliminatoria (3:02.26) y 5.º en la final (3:02.50)                                |
| Manuel Olmedo Villar             | 400 metros lisos        | 1.ª ronda: 4.º en su eliminatoria (1:47.98)                                                            |
| Reyes Estévez                    | 1500 metros lisos       | Finalista: 3.º en su eliminatoria (3:47.56), 4.º en su semifinal (3:40.75) y 6.º en la final (3:33.84) |
| Roberto Parra                    | 1500 metros lisos       | Final: 3.º en su eliminatoria (3:41.57), 4.º en su semifinal (3:38.51) y 10.º' en la final (3:35.02)   |
| Juan Carlos Higuero              | 1500 metros lisos       | Final: 6.º en su eliminatoria (3:43.01), 3.º en su semifinal (3:401.29) y 11.º' en la final (3:38.49)  |
| Juan Carlos de la Ossa           | 5000 metros lisos       | Final: 5.º en su eliminatoria (13:42.23) y 9.º en la final (13:21.04)                                  |
| Julio Rey                        | Maratón                 | Medalla de plata (2h08:38)                                                                             |
| José Manuel Martínez             | Maratón                 | 16.º (2h11:31)                                                                                         |
| Alberto Juzdado                  | Maratón                 | 48.º (2h18:34)                                                                                         |
| Francisco Javier Cortés Huete    | Maratón                 | 66.º (2h29:53)                                                                                         |
| Alejandro Gómez                  | Maratón                 | Abandonó                                                                                               |
| Eduardo Iván Rodríguez           | 400 metros vallas       | Semifinalista: 6.º en su eliminatoria (49:37) y 7.º en su semifinal (50.06)                            |
| Eduardo Iván Rodríguez           | 4 x 400 metros lisos    | Finalista: 2.º en su eliminatoria (3:02.26) y 5.º en la final (3:02.50)                                |
| Eliseo Martín                    | 3000 metros obstáculos  | Medalla de bronce: 3.º en su eliminatoria (8:22.54) y 3.º en la final (8:09.09)                        |
| Luis Miguel Martín Berlanas      | 3000 metros obstáculos  | Finalista: 1.º en su eliminatoria (8:19.09) y 6.º en la final (8:13.52)                                |
| José Luis Blanco Quevedo         | 3000 metros obstáculos  | Finalista: 3.º en su eliminatoria (8:18.76) y 8.º en la final (8:17.16)                                |
| Yago Lamela                      | Salto de longitud       | Medalla de bronce: 1.º en la calificación (8.19) y 3.º en la final (8.22)                              |
| Manuel Martínez Gutiérrez        | Lanzamiento de peso     | Calificación 14.º (19.78)                                                                              |
| Mario Pestano                    | Lanzamiento de disco    | Finalista: 11.º en la calificación (62.63) y 8.º en la final (64.39)                                   |
| Salvador Rodríguez Castejón      | 4 x 400 metros lisos    | Finalista: 2.º en su eliminatoria (3:02.26) y 5.º en la final (3:02.50)                                |
| Paquillo Fernández               | 20 kilómetros marcha    | Medalla de plata (1h18:00)                                                                             |
| David Márquez                    | 20 kilómetros marcha    | Finalista: 7.º (1h19:46)                                                                               |
| José David Domínguez             | 20 kilómetros marcha    | 9.º (1h20:15)                                                                                          |
| Jesús Ángel García Bragado       | 50 kilómetros marcha    | Finalista: 6.º (3h43:56)                                                                               |
| Mikel Odriozola                  | 50 kilómetros marcha    | 14.º 3h56:27)                                                                                          |
| Francisco José Pinardo           | 20 kilómetros marcha    | Abandonó                                                                                               |
| Esther Desviat                   | 800 metros lisos        | 1.ª ronda: 6.ª en su eliminatoria (2:03.42)                                                            |
| Nuria Fernández Domínguez        | 800 metros lisos        | Semifinalista: 4.ª en su eliminatoria (4:09.07) y 7.ª en su semifinal (4:09.69)                        |
| Natalia Rodríguez Martínez       | 1500 metros lisos       | Semifinalista: 8.ª en su eliminatoria (4:14.08) y 11.ª en su semifinal (4:08.80)                       |
| Adoración García García          | 1500 metros lisos       | Semifinalista: 7.ª en su eliminatoria (4:11.84) y 11.ª en su semifinal (4:16.28)                       |
| Marta Domínguez                  | 5000 metros lisos       | Medalla de plata: 4.ª en su eliminatoria (14:48.33) y 2.ª en la final (14:52.26)                       |
| Yesenia Centeno                  | 10000 metros lisos      | Final directa 23.º (33:32.50)                                                                          |
| Beatriz Ros                      | Maratón                 | 13.º (2h29:25)                                                                                         |
| María Abel                       | Maratón                 | 15.º (2h30:15)                                                                                         |
| María Teresa Pulido              | Maratón                 | 31.º (2h34:37)                                                                                         |
| Glory Alozie                     | 100 metros vallas       | Finalista: 2.ª en su eliminatoria (12.83), 4.ª en su semifinal (12.81) y 4.ª en la final (12.75)       |
| Glory Alozie                     | 4 x 100 metros lisos    | 1.ª ronda: 5.ª en su eliminatoria (44.08)                                                              |
| Cora Daniela Olivero             | 400 metros vallas       | Semifinalista: 5.ª en su eliminatoria (55.95) y 8.ª en su semifinal (55.82)                            |
| Ruth Beitia                      | Salto de altura         | Final: 5.ª en la calificación (1.93) y 11.ª en la final (1.90)                                         |
| Marta Mendía                     | Salto de altura         | Calificación: 13.ª (1.91)                                                                              |
| Naroa Aguirre                    | Salto con pértiga       | Calificación: 13.ª (4.25)                                                                              |
| Concepción Montaner              | Salto de longitud       | Final: 12.ª en la calificación (6.53) y 12.ª en la final (6.57)                                        |
| Carlota Castrejana               | Triple salto            | Calificación 22.ª (13.83)                                                                              |
| Berta Castells                   | Lanzamiento de martillo | Calificación: 37.ª (58.13)                                                                             |
| Carme Blay                       | 4 x 100 metros lisos    | 1.ª ronda: 5.ª en su eliminatoria (44.08)                                                              |
| Belén Recio                      | 4 x 100 metros lisos    | 1.ª ronda: 5.ª en su eliminatoria (44.08)                                                              |
| Cristina Sanz Febrero            | 4 x 100 metros lisos    | 1.ª ronda: 5.ª en su eliminatoria (44.08)                                                              |
| María Cruz Díaz                  | 20 kilómetros marcha    | Descalificada                                                                                          |
| María Vasco                      | 20 kilómetros marcha    | Abandonó                                                                                               |
| María Teresa Gargallo            | 20 kilómetros marcha    | Abandonó                                                                                               |